# Lethe arcadia
Lethe arcadia är en fjärilsart som beskrevs av Pieter Cramer 1779. Lethe arcadia ingår i släktet Lethe och familjen praktfjärilar. Inga underarter finns listade i Catalogue of Life.